# Бернетт, Питер
Питер Хардеман Бернетт (англ. Peter Hardeman Burnett, 15 ноября 1807, Нашвилл — 17 мая 1895, Сан-Франциско, Калифорния) — американский политик, дипломат и юрист. Первый избранный губернатор Калифорнии с 20 декабря 1849 по 9 января 1851. Бернетт был избран губернатором штата почти за год до того, как Калифорния стала 31-м штатом в сентябре 1850 года.
Вырос в семье рабовладельцев в Миссури. После того, как бизнес оставил его по уши в долгах, Бернетт переехал на запад. Первоначально, проживая в Орегоне, он стал верховным судьёй Временного правительства Орегона. Занимаясь политикой в штате Орегон, он настаивал на полном изгнании афроамериканцев с его территории, печально прославившись «законом Бернетта о плетях» (англ. Burnett's lash law), который разрешал порку любых свободных чернокожих, которые отказывались покидать Орегон; закон был признан «чрезмерно суровым» и оставался непринятым до того, как избиратели отменили его в 1845 году.
Именно во время пребывания в Орегоне Бернетт, традиционный южный протестант, начал подвергать сомнению практику своей веры, его религиозные взгляды всё больше смещались в сторону католицизма. К 1846 году Бернетт и его семья полностью перешли от протестантизма к католицизму.
В 1848 году Бернетт был среди орегонцев, которые основали шахтёрский город Орегон-Сити в округе Бьютт в Калифорния.
В 1848 году Бернетт переехал в Калифорнию в разгар золотой лихорадки, где продолжил заниматься политикой и был назначен членом Верховного суда Калифорнии. На этой должности Бернетт распорядился о выдаче Арчи Ли, бывшего раба, жившего в Сакраменто, обратно в Миссисипи. Хотя Бернетт был расистом и поработил двух человек, он выступал против призывов сделать Калифорнию рабовладельческим штатом, вместо этого выступая за изгнание афроамериканцев из Калифорнии.
В качестве губернатора Бернетт подписал в 1850 году так называемый Закон о правительстве и защите индейцев, который позволил поработить коренных жителей Калифорнии и способствовал их геноциду. В своей речи 1851 года он заявил: «Следует ожидать, что война на истребление будет вестись между расами до тех пор, пока индейская раса не исчезнет». Усилиям федеральных переговорщиков, пытавшихся сохранить некоторые права коренных жителей на их исконную землю, противостояла администрация Бернетта, которая выступала за уничтожение индейцев Калифорнии. Кроме того, Бернетт известен тем, что был одним из первых сторонников изгнания китайских иммигрантов из Калифорнии, и после своего губернаторства выступал за принятие федерального закона об исключении китайцев.